# Apple Lisa
Il Lisa è un personal computer progettato da Apple Computer agli inizi degli anni ottanta. È stato presentato il 19 gennaio 1983 e messo in vendita nel mese di giugno dello stesso anno al costo di 9.995 dollari statunitensi. È rimasto in commercio fino al 1985. Molte delle innovazioni legate all'interfaccia grafica GUI del Lisa sono derivate dal progetto Alto dello Xerox PARC.
Il significato del nome secondo molti è l'acronimo dell'inglese Local Integrated System Architecture, secondo altri è il nome della figlia del fondatore dell'Apple Steve Jobs e l'acronimo è stato inventato solo in seguito. Lo stesso Jobs ha confermato successivamente che il nome del computer è quello della figlia Lisa Brennan avuta da una relazione con Chrisann Brennan nel 1977. Andrea Cunningham, che lavorava alle pubbliche relazione del progetto per la Regis McKenna (agenzia marketing che lavorava per Apple), conferma la tesi che Local Integrated Software Architecture fu inventato a posteriori come acronimo inverso e non ha alcun significato.

## Storia

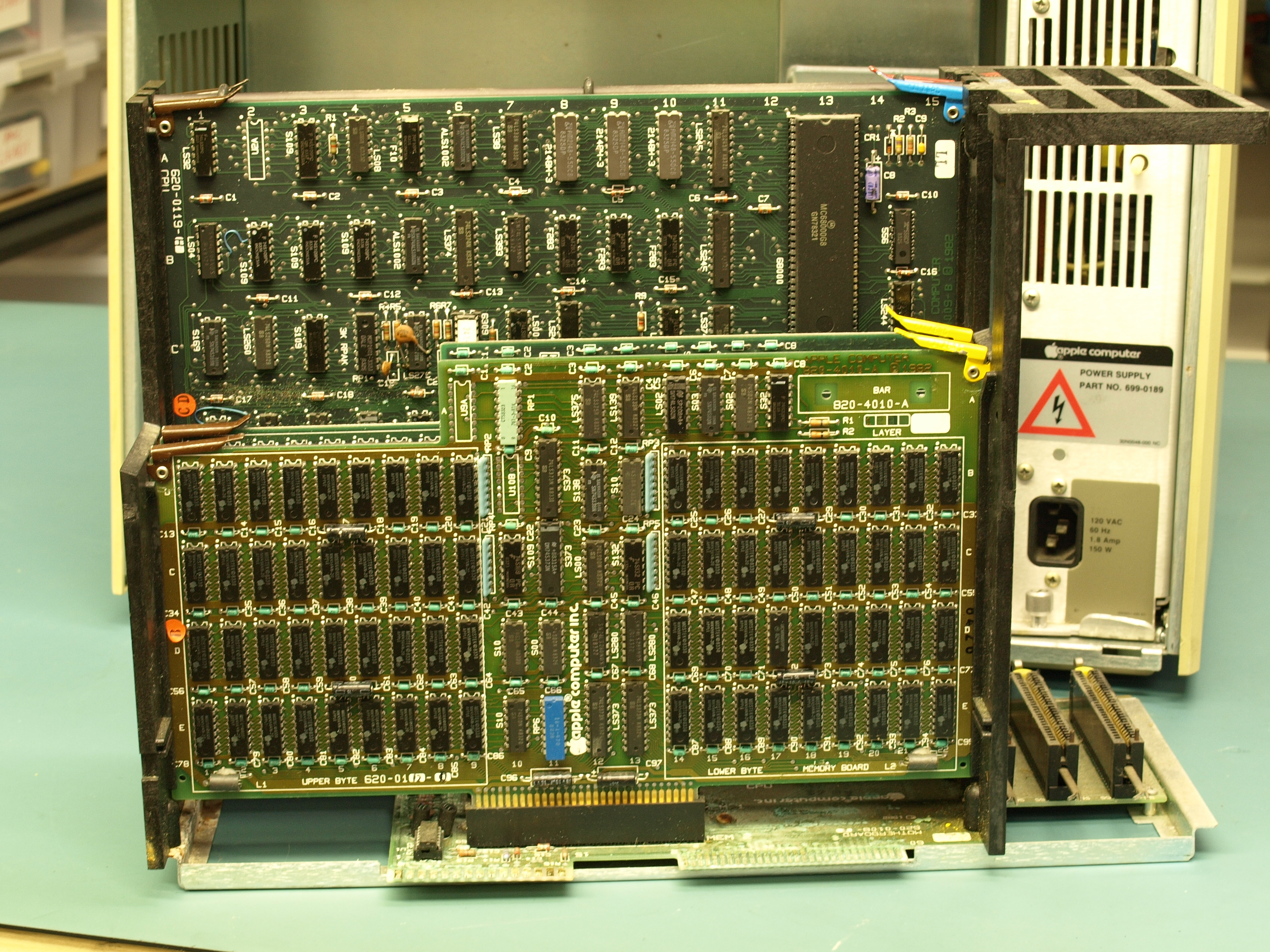
Scheda madre del Lisa

Il progetto Lisa fu avviato nel 1978 e, dopo una lunga gestazione, divenne un computer dedicato all'utenza professionale dotato di un'interfaccia grafica con mouse, icone e finestre che, per l'epoca, era una notevole innovazione.
Nel settembre del 1980 Steve Jobs fu espulso dal progetto Lisa da Michael Scott e da Mike Markkula perché tendeva a "disgregare le compagnie" in cui lavorava. Il progetto fu affidato definitivamente a John Couch che gestiva già il team Lisa. Perso il Lisa, alla ricerca di un posto dove lasciare il segno, Jobs si concentrò su un piccolo progetto di nome Macintosh, all'epoca diretto da Jef Raskin. Contrariamente a quello che si pensa il Macintosh non è un diretto discendente del Lisa quanto piuttosto un "cugino povero", dato che condivideva alcune idee base ma per una questione di costi alcune caratteristiche avanzate del Lisa non furono implementate nel Macintosh.
Nel 1989, con l'aiuto di Sun Remarketing, Apple ha smaltito circa 2700 Lisa invendute in una discarica custodita a Logan, nello stato dello Utah, al fine di ricevere una detrazione fiscale sull'inventario invenduto.

## Caratteristiche
L'interfaccia grafica del Lisa nacque dopo che la Apple strinse un accordo con la Xerox che permetteva agli ingegneri Apple di visitare lo Xerox PARC, in cambio di una partecipazione della Xerox al rifinanziamento della Apple nel 1979 dove Xerox poté così acquistare (di tasca sua) azioni Apple in anteprima. Fu al PARC che gli ingegneri Apple e Steve Jobs videro per la prima volta lo Xerox Alto, il primo computer con una interfaccia grafica e la metafora della scrivania. Lo Xerox Alto introduceva un'altra novità fondamentale: la programmazione orientata agli oggetti con Smalltalk. Tutte queste novità vennero perfezionate e riversate nel Lisa prima, e nel Macintosh poi. Anche il mouse presente nello Xerox Alto fu adottato, in versione semplificata, dal Lisa. Nonostante molti pensino che il Lisa sia il primo computer dotato di interfaccia grafica (GUI) ad essere venduto sul mercato, questo in realtà non è corretto. Infatti a precederlo e a sottrargli il primato è nel 1981 lo Xerox Star. Rimane comunque il primo computer dotato di GUI ad entrare nelle case della gente comune (infatti all'epoca Microsoft aveva un semplice sistema operativo a riga di comando, il famoso DOS e la Xerox costruiva sistemi destinati alle aziende o comunque non alla gente comune).
Il Lisa era dotato di processore Motorola 68000, di 1 MB di RAM e di 2 floppy disk drive da 5,25", chiamati "Twiggy", in grado di memorizzare fino a 871 kB. Poteva inoltre utilizzare un disco rigido esterno da 5 MB disponibile opzionalmente, il ProFile, originariamente progettato per l'Apple III. Il sistema operativo del Lisa era il Lisa OS: questo era dotato di multitasking cooperative e supportava la memoria virtuale, caratteristiche avanzate per l'epoca. Forse anche per colpa loro il Lisa risultava un computer lento: il Macintosh, infatti, dovrà attendere anni per avere la memoria virtuale come anche per il multitasking cooperative, presente dalla versione 6 del Classic Mac OS. Concettualmente il Lisa ricorda lo Xerox Star, nel senso che entrambi sono macchine progettate per l'ufficio ed entrambi sono dotate di interfaccia grafica a icone.
Il Lisa era venduto con in abbinamento un gruppo di programmi per l'ufficio denominato Workshop.

## Versioni
Nel 1984 Apple rilasciò il Lisa 2 in concomitanza con l'introduzione del primo Macintosh. Rispetto al primo Lisa, la nuova versione del computer presentava lo stesso floppy disk da 3,5" e 400 KB del Macintosh. Il nuovo computer fu offerto in due varianti: il Lisa 2/5, abbinato ad un disco rigido Apple ProFile esterno da 5 MB, ed il Lisa 2/10, abbinato ad un disco rigido interno da 10 MB della Widget. Il prezzo oscillava fra 3.500 e 5.500 dollari, a seconda della versione. Per alcuni mesi Apple offrì anche l'aggiornamento gratuito dal Lisa 1 al Lisa 2/5, acquistabile in seguito per 595 dollari. L'aggiornamento dal Lisa 1 al Lisa 2/10 costava invece 2.495 dollari.
Per sfruttare il successo commerciale del Macintosh, Apple decise di vendere il Lisa 2/10 anche come Macintosh XL: questo computer era in grado, attraverso un emulatore, di far funzionare i programmi originariamente scritti per il Macintosh. La linea del Lisa venne dismessa a metà del 1985, mentre il Macintosh XL continuò ad essere venduto fino ad agosto 1986.

## Ricezione
Il Lisa è stato il più grosso fallimento commerciale dell'Apple dai tempi dell'Apple III. I potenziali utenti ritenevano il Lisa una macchina troppo costosa e relativamente lenta e quindi si rivolgevano alle macchine prodotte da IBM e dai concorrenti che sebbene fornissero un'interfaccia molto più ostica e fossero più limitate costavano molto meno. La definitiva morte del Lisa la si è avuta nel 1984 con la presentazione del Macintosh che era dotato dell'interfaccia a icone e del mouse. Gli utenti non riuscivano a percepire la superiorità del Lisa rispetto al Macintosh dato che per gli utenti memoria virtuale e multitasking erano parole senza senso. Il Lisa è un classico esempio di un prodotto troppo in anticipo per i suoi tempi.
A quei tempi 96 kB di memoria RAM venivano considerati una stravaganza e superflui per la maggior parte degli usi. La generosa dotazione del Lisa venne vista come uno spreco di risorse e la sua generale lentezza non facilitò la vita della macchina, dato che un utente che spende 10.000 dollari si aspettava una macchina velocissima, non una macchina avveniristica nella concezione ma lenta nella pratica quotidiana.
Sebbene sia stato un insuccesso commerciale il Lisa ha fatto molto parlare di sé. Era troppo costoso per una elevata diffusione ma per un certo periodo quasi ogni grande società decise di dotare i suoi uffici principali di uno o due Lisa in condivisione per gli impiegati. Sebbene il software disponibile per il Lisa non fosse moltissimo, se utilizzato in congiunzione con una stampante ad aghi permetteva di realizzare delle relazioni e dei documenti dotati di una impaginazione e di una grafica quando i programmi per gli altri computer non consentivano di fare niente di tutto questo.
Il Lisa veniva utilizzato principalmente per impaginare i documenti. Nonostante molti utenti lo utilizzassero il numero di computer effettivamente venduti fu molto ridotto. Questi utenti si abituarono però a utilizzare le interfacce a icona e quando fu disponibile il Macintosh lo accolsero a braccia aperte, dato che forniva una interfaccia grafica a un prezzo accessibile.